# Olympische Sommerspiele 2004/Teilnehmer (Oman)
| Gelbes Symbol für Goldmedaillen mit stilisierten Olympischen Ringen | Graues Symbol für Silbermedaillen mit stilisierten Olympischen Ringen | Braundes Symbol für Bronzemedaillen mit stilisierten Olympischen Ringen |
| ------------------------------------------------------------------- | --------------------------------------------------------------------- | ----------------------------------------------------------------------- |
| —                                                                   | —                                                                     | —                                                                       |

Oman nahm bei den Olympischen Sommerspielen 2004 in Athen zum sechsten Mal an Olympischen Sommerspielen teil. Die Delegation umfasste zwei Athleten.

## Teilnehmer nach Sportart

### Leichtathletik
- Hamoud Abdallah al-Dalhami
Männer, 200 m: in der 1. Runde ausgeschieden (21,82 s)

### Schießen
- Saleem al-Nasri
Männer, Doppel-Trap: 21. Platz